# الکساندر باخمان
الکساندر باخمان (زاده ۱۷ ژوئیه ۱۹۹۴) یک ورزشکار تکواندوی آلمانی است. وی در مسابقات قهرمانی تکواندو جهان ۲۰۱۷ در کلاس میان‌وزن آقایان موفق به کسب مدال طلا شد.